# Серебристый геррес
Серебристый геррес (лат. Gerres filamentosus)— вид лучепёрых рыб семейства мохарровых (Gerreidae). Максимальная длина тела 39 см. Распространены в Индо-Тихоокеанской области.

## Описание
Тело высокое, сжато с боков. Высота тела укладывается 2—2,5 раза в стандартную длину тела у крупных особей и до 3-х раз у мелких. Верхний профиль тела в передней части круто поднимается вверх по пологой кривой под углом около 40⁰ к горизонтальной оси тела. В спинном плавнике 9 колючих и 10—11 мягких лучей. Второй колючий луч очень длинный, сжат с боков и утончается до нитевидного к верхушке. В прижатом состоянии окончание этого луча доходит до основания последнего мягкого луча. Часто луч утрачивается, но сжатое с боков основание луча подтверждает его исходное расположение и форму. В анальном плавнике 3 крепких жёстких луча (третий луч самый длинный) и 7—8 мягких лучей. Длинные грудные плавники с 15—16 мягкими лучами, окончания лучей в прижатом состоянии доходят до уровня первого колючего луча анального плавника. Хвостовой плавник глубоко раздвоенный, верхушки лопастей заострённые, самые длинные лучи длиннее самых коротких в 3 раза. Между основанием пятого колючего луча спинного плавника и боковой линией 4,5—5,5 чешуй. В боковой линии (до основания хвостового плавника) 43—46 чешуй; на основании хвостового плавника 2—5 прободённых чешуй.
Верхняя часть тела серебристая с легким коричневым оттенком, по бокам проходит 7—10 вертикальных рядов бледно-коричневых пятен овальной формы. У мелких особей пятна сливаются в полоски. Нижняя часть тела серебристая. Спинной плавник гиалиновый, кончик удлинённого колючего луча чёрная. Остальные плавники с оранжево-коричневым оттенком, кончики брюшных плавников и анального плавника, а также нижняя доля хвостового плавника белые; задний край хвостового плавника черноватый.
Максимальная длина тела 39 см, обычно до 15 см.

## Биология
Морские эвригалинные стайные рыбы. Обитают в мелководных прибрежных водах на глубине от одного до 50 м над песчаными и песчано-илистыми грунтами, в том числе вокруг коралловых участков, заходят в низовья рек. Питаются мелкими беспозвоночными организмами, в состав рациона входят ракообразные, полихеты, фораминиферы, двустворчатые моллюски, гастроподы и кишечнополостные. Добывают пищу с помощью выдвижной челюсти, всасывая осадочный материал со дна вместе с пищевыми организмами и выбрасывая неорганические частицы через жаберные отверстия.

## Ареал
Широко распространены в Индо-Тихоокеанской области от юга Африки до Красного моря и Персидского залива, далее на восток вдоль побережья Южной и Юго-Восточной Азии до Вануату; на север до Японии (острова Рюкю) и на юг до северной Австралии и Новой Каледонии.